# La Malle du Caire
Pour plus de détails, voir Fiche technique et Distribution.
La Malle du Caire (Einer spielt falsch) est un film d'espionnage germano-israélien réalisé par Menahem Golan, sorti en 1965.

## Synopsis
Mike Merrick est un espion envoyé au Caire pour y rencontrer le Professeur Schlieben, un scientifique allemand. Tout en commençant une idylle avec Helga, la fille du professeur, Mike découvre que ce dernier est en train de construire une fusée, qui pourrait se révéler être une arme très dangereuse. Il arrive à détruire les plans de cette fusée, mais il va se trouver aux prises avec un groupe musulman radical qui veut détruire la fusée et tuer le professeur.

## Fiche technique
- Titre original : Einer spielt falsch
- Titre français : La Malle du Caire
- Titre anglais : Trunk to Cairo
- Réalisation : Menahem Golan
- Scénario : Marc Behm et Alexander Ramati (en)
- Direction artistique : Shlomo Zafrir
- Costumes : Gina Rosenbach
- Photographie : Itzhak Herbst
- Son : Zalman Nachtigal
- Montage : Danny Schick
- Musique : Dov Seltzer (en)
- Production : Menahem Golan
- Production associée : Michael J. Kagan
- Co-Production : Artur Brauner
- Société de production :  Central Cinema Company Film,  Noah Films
- Société de distribution :  Constantin Film,  American International Pictures
- Pays d'origine :  Israël,  Allemagne de l'Ouest
- Langue originale : anglais
- Format : couleur — 35 mm — son Mono
- Genre : Film d'espionnage
- Durée : 80 minutes (États-Unis), 103 minutes
- Dates de sortie :
  -  Israël : 1965
  -  Allemagne de l'Ouest : 3 juin 1966
  -  États-Unis : 28 décembre 1966
  -  France : 28 mai 1969

## Distribution
- Audie Murphy : Mike Merrick
- George Sanders : Professeur Schlieben
- Marianne Koch : Helga Schlieben
- Gila Almagor : Yasmin
- Yossi Yadin : Capitaine Gabar